# 커먼 퍼블릭 라이선스
컴퓨팅에서 커먼 퍼블릭 라이선스(Common Public License, CPL)는 IBM이 발행한 자유 소프트웨어 / 오픈 소스 소프트웨어 라이선스이다. 자유 소프트웨어 재단과 오픈 소스 이니셔티브는 CPL의 라이선스 조항을 승인했다.

## 정의
CPL은 다른 라이선스, 특히 많은 사유 소프트웨어 라이선스가 적용된 소프트웨어와 CPL 적용 콘텐츠를 함께 사용할 수 있는 능력을 유지하면서도 협력적인 오픈 소스 개발을 지원하고 장려하는 것을 목표로 한다. 이클립스 공용 허가서(EPL)는 CPL을 약간 수정한 버전으로 구성된다.
CPL은 GNU 일반 공중 사용 허가서(GPL)와 유사한 일부 조항을 가지고 있지만, 몇 가지 주요 차이점이 존재한다. 유사점은 수정된 컴퓨터 프로그램의 배포와 관련이 있다. CPL 또는 GPL 어떤 라이선스 하에서든 수정된 프로그램의 소스 코드를 다른 사람에게 제공해야 한다.
CPL은 GNU 약소 일반 공중 사용 허가서와 같이 CPL 라이선스가 아닌 소프트웨어가 CPL 하의 라이브러리에 링크하는 것을 허용하며, 링크된 소스 코드를 라이선스 사용자에게 제공할 것을 요구하지 않는다.
CPL은 GPL의 두 버전과 모두 호환되지 않는데, 이는 섹션 7에 "준거법 조항" 섹션이 있어 법적 분쟁을 특정 법원으로 제한하기 때문이다. 또 다른 비호환성 원인은 카피레프트 요구 사항이 다르다는 점이다.
오픈 소스 라이선스의 수를 줄이기 위해 IBM과 이클립스 재단은 향후 이클립스 공용 허가서만을 사용하기로 합의했다. 따라서 오픈 소스 이니셔티브는 커먼 퍼블릭 라이선스를 더 이상 사용하지 않으며 EPL로 대체되었다고 명시한다.

## 커먼 퍼블릭 라이선스를 사용하는 프로젝트
- 마이크로소프트는 윈도우 설치 관리자 XML(WiX) 개발 도구, Windows Template Library(WTL) 및 FlexWiki 엔진을 소스포지 프로젝트로 CPL 하에 출시했다.
- COIN-OR 재단의 일부 프로젝트는 CPL을 사용한다.

## 같이 보기
- 소프트웨어 사용권